# Aotus nigriceps
Aotus nigriceps là một loài động vật có vú trong họ Aotidae, bộ Linh trưởng. Loài này được Dollman mô tả năm 1909.

## Hình ảnh

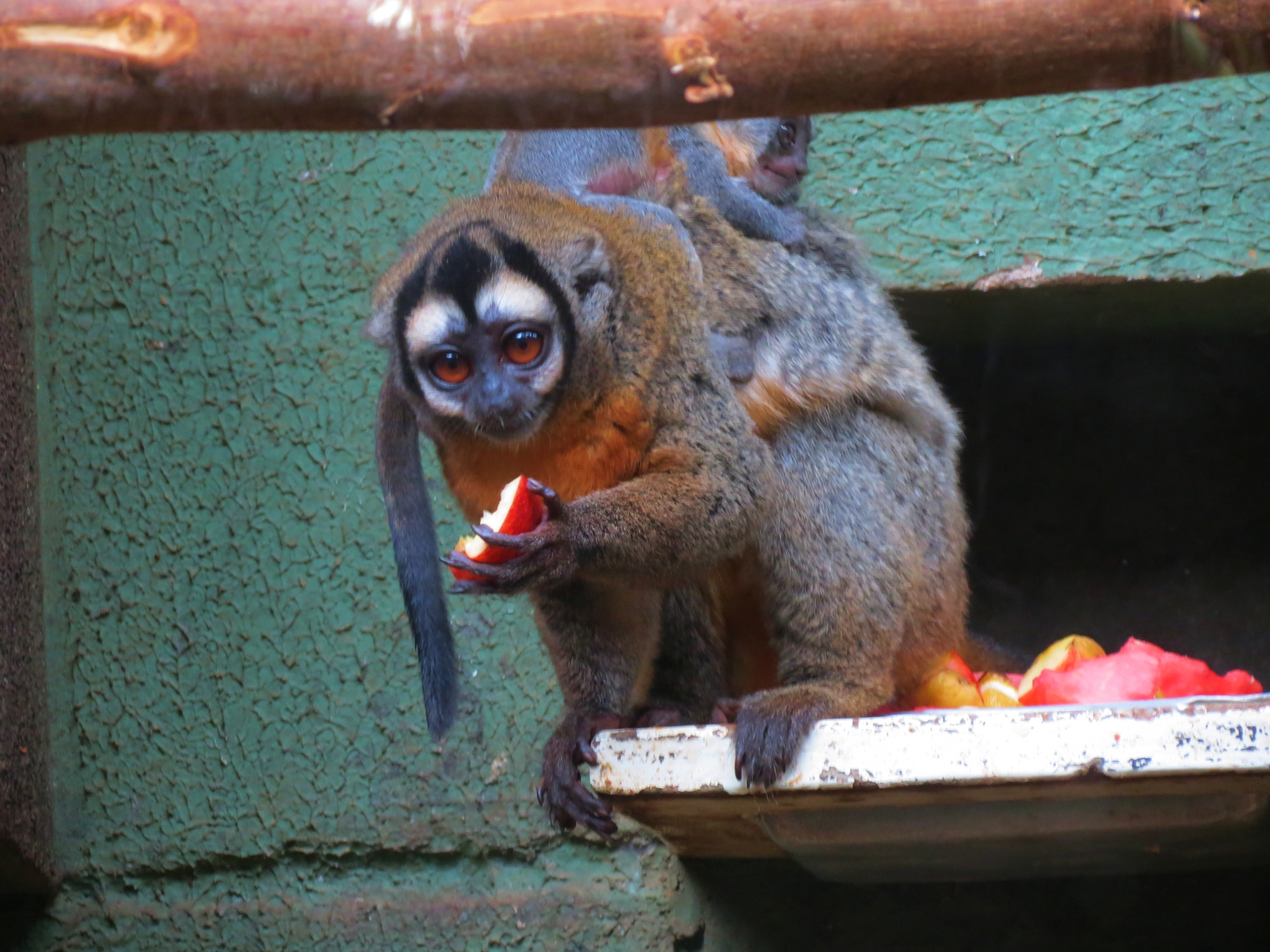
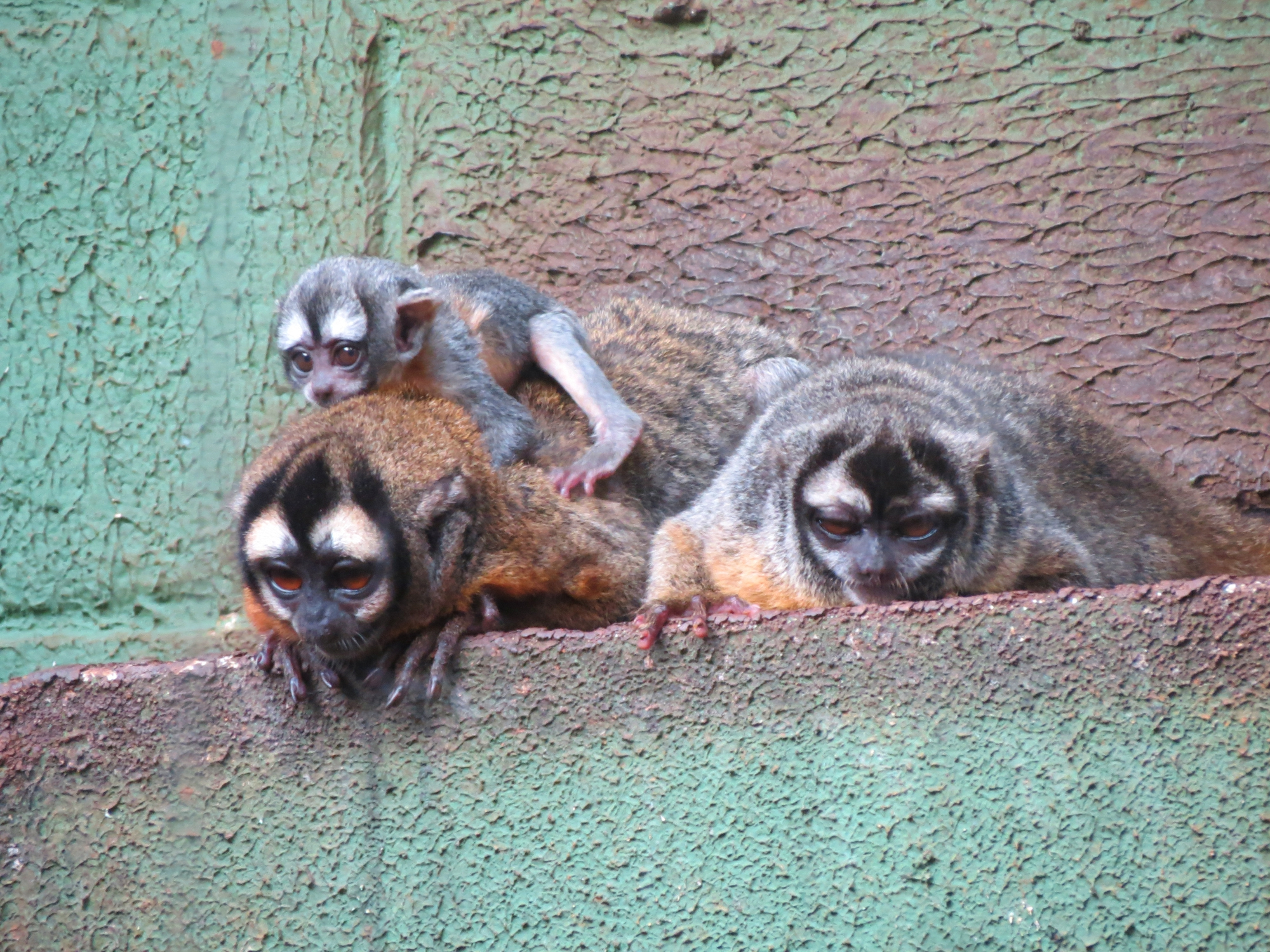